# Chruślin
Chruślin [pronunciación en polaco: /ˈxruɕlin/] es un pueblo en el distrito administrativo de Gmina Bielawy, dentro del Distrito de Łowicz, Voivodato de Łódź, en Polonia central. Se encuentra aproximadamente 7 km al este de Bielawy, 14 km al oeste de Łowicz, y 37 km al del noreste de la capital regional, Łódź.

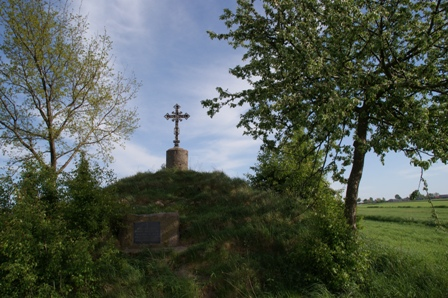
Monumento conmemorativo de la recuperación de la independencia polaca en 1917.
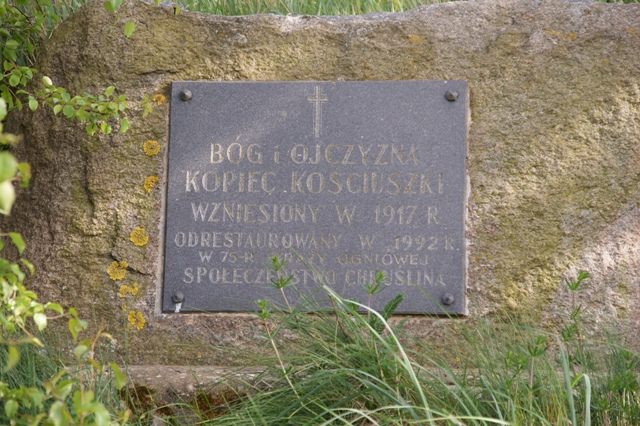
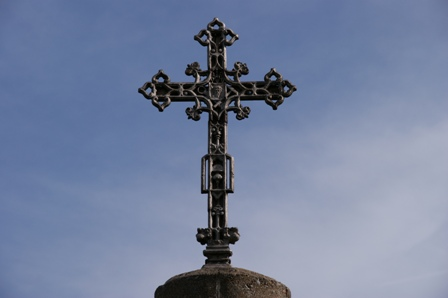